# Kelsos
Kelsos (grekiska: Κέλσος) eller (latiniserat) Celsus var en antik grekisk filosof och kristendomskritiker, verksam under andra hälften av 100-talet e.Kr.
Kelsos författade mellan åren 177 och 180 en mot kristendomen riktad skrift, Alethes logos  ("Sanningens ord"), varav betydande fragment räddats åt eftervärlden endast genom Origenes apologetiska motskrift Contra Celsum (i åtta böcker; kritisk upplaga utgiven av Paul Koetschau 1899). 
Med ironi och dialektisk skicklighet angriper Kelsos från platonismens ståndpunkt kristendomen för dess ovetenskapliga karaktär, dess blinda tro och partisplittringen vid sidan därav, dess antropomorfistiska gudsbegrepp i förening med spiritualistiskt svärmeri, dess filosofiskt ohållbara återlösningsbegrepp. 
Försök att i översättning rekonstruera denna Kelsos skrift har gjorts av Theodor Keim (1873), Benjamin Aubé (1878) och Johannes Franz Seraph Muth (1899), varjämte professor Neumann förberett utgivandet av det grekiska originalet rekonstruerat. Man har på det sättet funnit att 9/10 av skriften blivit bevarade, därav 3/4 i ordagrann lydelse.